# Merlin and the War of the Dragons
Pour plus de détails, voir Fiche technique et Distribution.
Merlin and the War of the Dragons (en français : Merlin et la Guerre des Dragons) est un film fantastique de 2008 produit par The Asylum, basé sur la légende du roi Arthur. Il a été entièrement tourné au Pays de Galles.

## Synopsis
Dans la Grande-Bretagne pré-anglaise, avant la naissance du roi Arthur, Merlin (Simon Lloyd Roberts) sert le roi Vortigern (Hefin Wyn). Peu de temps après le couronnement de Vortigern, des dragons cracheurs de feu débarquent en Grande-Bretagne, mettant le feu à des bâtiments et mangeant les habitants. Les dragons menacent l’existence de la Grande-Bretagne, et Vortigern ordonne à Merlin de mener une armée contre les dragons, et il ordonne à ses meilleurs généraux, Hengist (Iago McGuire) et Uther (Dylan Jones) d’aider Merlin. Merlin dresse des plans pour vaincre les dragons et il parvient à les vaincre en utilisant la magie et la connaissance.

## Distribution
- Nia Ann : Lady Nimue
- Ceri Bostock : Gwyneth
- Carys Eleri : Lady Vivianne
- Ruthie Gwilym : Sage-femme
- William Huw : Torm
- Dylan Jones : Uther
- Iago McGuire : Hengist
- Jürgen Prochnow : Le mage
- Simon Lloyd Roberts : Merlin
- Joseph Stacey : Vendiger
- Iona Thonger : Ingraine
- Hefin Wyn : Vortigern